# Bosquerola de coroneta groga
La bosquerola de coroneta groga (Myioborus flavivertex) és un ocell de la família dels parúlids (Parulidae).

## Hàbitat i distribució
Habita la selva pluvial, clars i bosc de la Sierra Nevada de Santa Marta, al nord de Colòmbia.